# U-825
U-825 – niemiecki okręt podwodny (U-Boot) typu VII C z okresu II wojny światowej. Okręt wszedł do służby w 1944 roku. Jedynym dowódcą był Oblt. Gerhard Stoelker.

## Historia
Wcielony do 8. Flotylli U-Bootów celem szkolenia załogi, od grudnia 1944 roku w 11. Flotylli jako jednostka bojowa.
Odbył dwa patrole bojowe (ostatni przerwany przez kapitulację III Rzeszy), podczas pierwszego z nich uszkodził jeden statek o pojemności 7198 BRT i uszkodził kolejny (8262 BRT), uznany później za stracony.
Poddany 13 maja 1945 roku w Loch Eriboll (Szkocja), przebazowany do Lisahally (Irlandia Północna). Zatopiony 3 stycznia 1946 roku podczas operacji Deadlight ogniem artyleryjskim przez niszczyciel ORP „Błyskawica”.